# Bupleurum ramosissimum
Bupleurum ramosissimum là một loài thực vật có hoa trong họ Hoa tán. Loài này được Wight & Arn. mô tả khoa học đầu tiên năm 1834.